# ويلهلم باور (مخترع)
ويلهلم باور (بالألمانية: Wilhelm Bauer)‏ (و. 1822 – 1875 م) هو مخترع، ومهندس التصميم، ورجل غواصة، ومهندس ألماني، ولد في ديلينغن أن در دوناو، توفي في ميونخ، عن عمر يناهز 53 عاماً.